# 亚历山大·韦伯
亚历山大·韦伯（德語：Alexander Weber，1978年1月4日—），德国男子击剑运动员，主攻佩剑。他曾代表德国参加2000年夏季奥林匹克运动会击剑比赛，获得男子团体佩剑铜牌。